# 图形库
图形库是一个用于在显示器上渲染计算机图形的程序库。它通常提供一组经过优化的函数来执行常见的渲染任务。这些任务通常可以完全在软件层面上解决，使用CPU进行计算，常见于嵌入式系统；或者由一枚GPU进行硬件加速，常见于家用计算机。使用这些函数，一个程序可以组合成一张图像在显示器上输出。这样，便解除了程序员创建和优化这些函数的负担，使得他们得以专注于构造图形程序。

## 举例
- Cairo
- Clutter
- Mesa 3D
- MiniGL
- SDL